# Sphegina keeniana
Sphegina keeniana är en tvåvingeart som beskrevs av Samuel Wendell Williston  1887. Sphegina keeniana ingår i släktet midjeblomflugor, och familjen blomflugor. Inga underarter finns listade i Catalogue of Life.